# Geostacionární dráha

Geostacionární dráha

Geostacionární dráha je oběžná dráha, na níž se družice pozorovatelům na Zemi jeví jako nehybná. Aby se družice nacházela na geostacionární dráze, musí se pohybovat kruhovou rychlostí v rovině rovníku a musí mít stejnou úhlovou rychlost jako Země. Aby se obě síly, které na ni působí (odstředivá síla a gravitace), vyrovnaly, musí se nacházet ve výšce přibližně 35 800 km nad rovníkem. Družice na takovéto dráze oběhne Zemi právě za 23 hodin a 56 minut, což je délka siderického dne. To znamená, že obíhá vůči zemské ose se stejnou úhlovou rychlostí jako jakýkoli bod na Zemi. Družice s takovou dráhou se nazývá geostacionární družicí.

## Nastavení družic
Ve skutečnosti se mění nejen rovina rovníku, ale také úhlová rychlost Země, a projevují se gravitační vlivy ostatních těles Sluneční soustavy – zvláště Měsíce. Proto se družice, které mají zůstat na místě, musí stabilizovat, brzdit a zrychlovat.
Pokud by se změnila inklinace, družice začne kmitat podél poledníku, nad kterým je umístěna. Pokud se změní úhlová rychlost, začne družice zdánlivě „klouzat“ po nebeském rovníku. Pokud se družice urychlí na rychlost větší, nežli je kruhová rychlost, bude kmitat podél rovníku. V praxi obvykle dochází ke složení těchto pohybů a zdánlivá dráha družice opisuje kolem bodu jejího teoretického umístění osmičku nebo jinou uzavřenou dráhu, neboť je to z hlediska spotřeby paliva družice méně náročné, nežli udržování přesné polohy. Tento efekt u malých pozemních antén s poměrně širokým vyzařovacícm diagramem nevadí, větší antény s úzkým vyzařovacím diagramem je však nutno pravidelně (řádově po desítkách minut) dosměrovávat, což se děje automaticky.

## Orbity jiných planet
Výška stacionární dráhy nad povrchem Marsu je 17 000 km. Dráha se nazývá areostacionární dráha od slova Arés.